# Thermocolorimètre
Un thermocolorimètre est un appareil de mesure qui permet de déterminer la température de couleur de la lumière, notamment pour les prises de vues photographiques ou cinématographiques.

## Principe
La température de couleur est exprimée en « kelvins » (« K », improprement appelé « degré kelvin » en photographie) ou en mireds qui correspondent à {\displaystyle M=10^{6}/T} afin d'avoir une valeur fixe des filtres correcteurs ou des filtres de conversion quelle que soit la température de couleur initiale. 
Lors de la mesure colorimétrique de la lumière (continue ou émise par un flash), l'appareil donne la température mesurée et calcule les corrections à apporter par filtrage pour obtenir un rendu de couleur optimum selon le type de film utilisé. En fonction des mesures, des filtres colorés seront placés devant l'objectif ou devant les sources de façon à obtenir une bonne reproduction des couleurs.
Selon le modèle, la lecture des corrections peut être directe ou nécessiter un calcul sommaire. Dans certains cas, l'appareil peut également tenir compte de la proportion entre lumière du flash et lumière ambiante en fonction du temps de pose affiché.
Les éclairages professionnels sont équilibrés pour les surfaces sensibles ; films ou capteurs électroniques.
- 3 200 K pour la lumière dite « artificielle ».
- Entre 5 400 K et 6 000 K pour celle dite « lumière du jour ».

En prise de vues numérique, la mesure de la température de couleur peut servir à équilibrer différentes sources de lumière. La correction générale se faisant directement dans le choix des paramètres du capteur ou en post-production.

## Exemple de mesure
On peut voir sur les trois images suivantes un exemple de mesure en lumière continue (ambi). Le premier affichage indique la température de lumière mesurée en kelvin, le second indique la correction à apporter. La troisième image montre le dos de l'appareil avec les index des différents filtres de corrections parmi lesquels choisir pour obtenir la correction voulue.

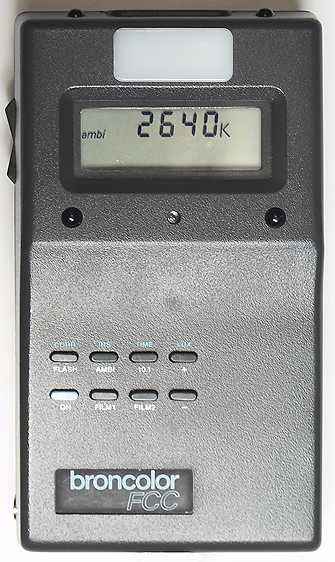
Mesure de la lumière
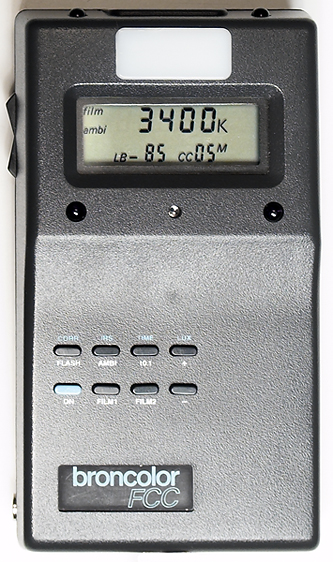
Affichage de la correction
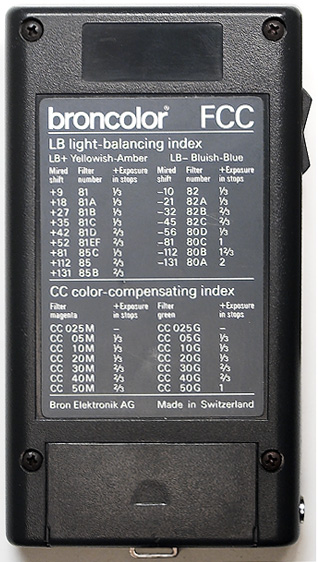
Index des filtres

Dans cet exemple, la lumière mesurée a une température de couleur de 2 640 K. Pour un film de 3 400 K (par exemple un film pour éclairage tungstène) la correction doit être de LB -85 et CC 05 M, soit, si l'on se reporte au dos de l'appareil, un filtre bleuté LB 80C (haut droite du tableau) + un filtre magenta CC 05M (bas gauche du tableau). On obtiendra alors une approximation très proche du résultat optimal, un écart de quatre mireds (filtre L -81 au lieu des -85 demandés) étant pratiquement négligeable.
L'utilisation du « mired » (pour « MIcro REciprocal Degree ») comme unité plutôt que le « K » est justifiée par le fait que l'échelle des K n'est pas proportionnelle, la variation de couleur n'étant pas la même aux basses températures qu'aux hautes températures. L'échelle mired simplifie les choses car elle permet de donner aux filtres une valeur fixe. Le filtre LB -85 de l'exemple abaissera la température de couleur de 85 mireds. Le mired correspond à 1 000 000 /T, « T » étant la valeur de la température de couleur exprimée en « K ».
Enfin, l'ajout de filtre CC vert ou magenta permet d'affiner la correction.

Filtres
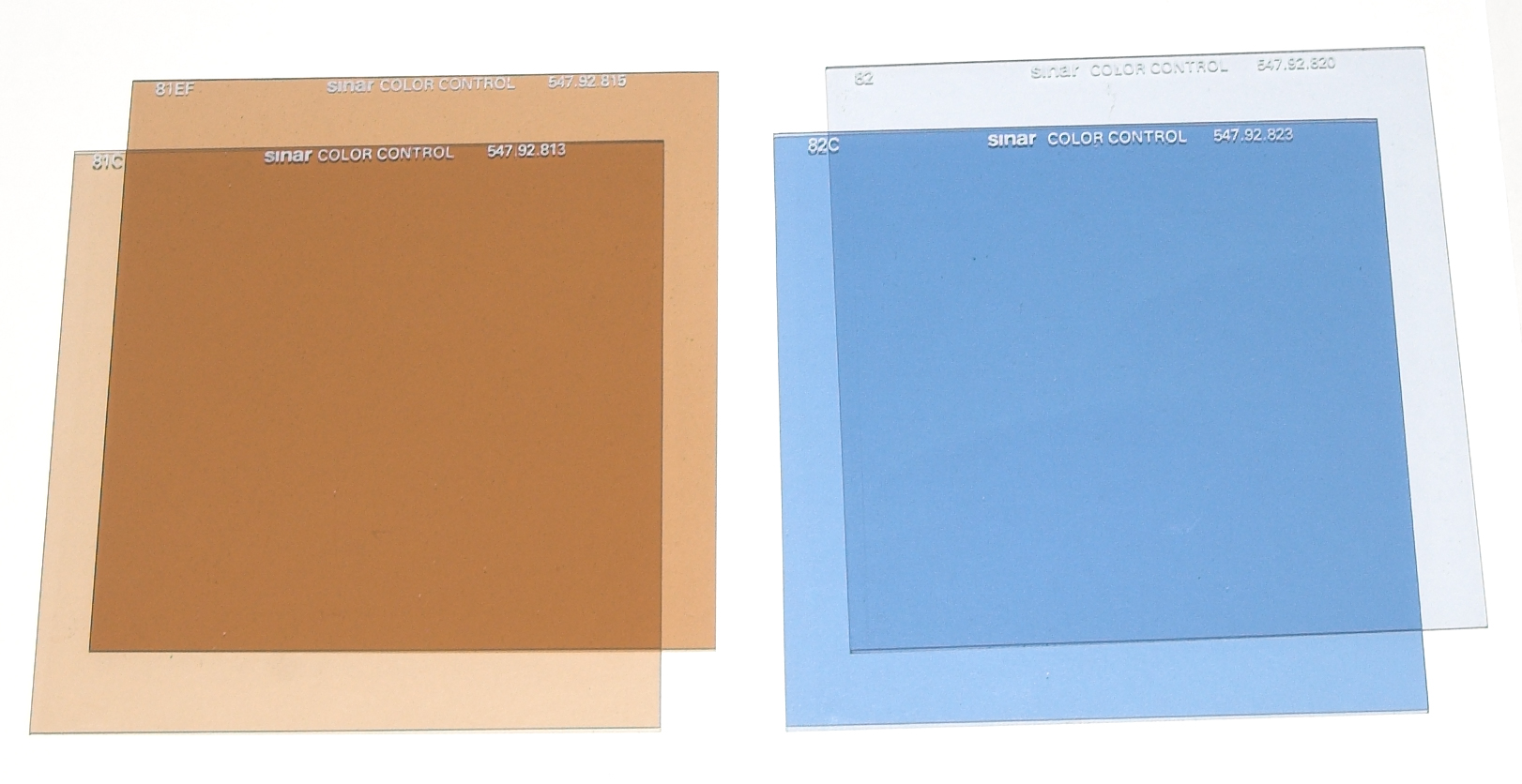
Exemples de filtres LB (Light Balancing)
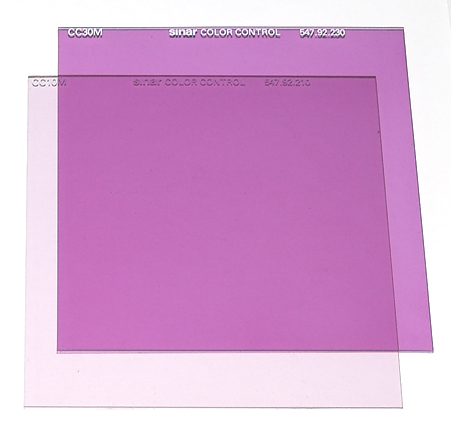
Deux filtres CC (compensateurs de couleurs) magenta

Les deux images ci-dessus montrent des exemples de filtres de correction de 10 × 10 cm. D'abord des filtres LB (pour « Light Balancing », des filtres de conversion) 81EF et 81C de couleur ambre, donnant des corrections respectives de +52 et +35 mired, et des filtres 82 et 82C de couleur bleue, donnant des corrections de -10 et -45 mired. La deuxième image montre des filtres CC (compensateurs de couleurs) de 10 et 30 magenta. Dans la pratique, les filtres LB ambres et bleus ne se combinent jamais entre eux, mais on peut utiliser des combinaisons ambre+magenta, ou bleu+magenta, comme montré dans l'exemple de mesure illustré plus haut.
Voir le wikilivre de photographie et plus spécialement la page consacrée aux filtres modifiant la température de couleur.